# Paul Plishka
Paul Plishka (Old Forge, 28 agosto 1941 – Wilmington, 4 febbraio 2025) è stato un basso statunitense.

## Biografia
Nasce in Pennsylvania da genitori di origini ucraine. Studia canto al Montclair State College con Armen Boyajian, già insegnante di Marisa Galvany e Samuel Ramey, debuttando nel 1961 con la Paterson Lyric Opera.
Sale alla ribalta nel 1967 con l'esordio al Metropolitan Opera come Bonzo in Madama Butterfly, diventando un membro fisso del teatro newyorkese, dove si esibisce per 46 anni e in 1672 spettacoli, ponendosi al numero 10 assoluto ed al numero 1 dei bassi nella classifica ufficiale degli interpreti che risale alla nascita del teatro nel 1883. Sempre negli Stati Uniti appare anche a Chicago e San Francisco. Tra i titoli come protagonista, Don Carlo, Ernani, I vespri siciliani, Aida, Il flauto magico, Il barbiere di Siviglia, La forza del destino. 
Canta anche in Europa, esordendo al Teatro alla Scala nel 1975 come Brander ne La damnation de Faust e cantando nello stesso anno nella Messa di Requiem verdiana diretta da Riccardo Muti al Teatro Comunale di Firenze. Appare inoltre alla  Royal Opera House di Londra (Ramfis nel 1977), all'Opéra National de Paris (Padre Guardiano nel 1981), all'Arena di Verona nel 1990, al Grand Théâtre di Ginevra nel 1992, al Festival di Salisburgo nel 1998.
A partire dagli 2000 si esibisce al Metropolitan in ruoli di comprimario (Benoit/Alcindoro in Bohème, il Sagrestano in Tosca ecc.), ritirandosi dalle scene nel 2018. Rimasto vedovo nel 2004, si risposa poi con la regista del Metropolitan Sharon Thomas
Dotato di una voce  morbida e di bel timbro, si è fatto valere come interprete stilisticamente corretto, aiutato anche da un'ottima dizione e dalla figura statuaria.

## Discografia
| Anno | Titolo Ruolo                         | Cast                                                                      | Direttore                         | Etichetta              |
| ---- | ------------------------------------ | ------------------------------------------------------------------------- | --------------------------------- | ---------------------- |
| 1972 | Les Contes d'Hoffmann Crespel        | Plácido Domingo, Joan Sutherland, Huguette Tourangeau                     | Richard Bonynge                   | Decca                  |
|      | Tosca Sagrestano                     | Leontyne Price, Placido Domingo, Sherrill Milnes                          | Zubin Mehta                       | RCA                    |
|      | Anna Bolena Enrico VIII              | Beverly Sills, Shirley Verrett, Stuart Burrows, London Symphony Orchestra | Julius Rudel                      | Westminster            |
| 1973 | I puritani Sir Giorgio               | Beverly Sills, Nicolai Gedda, Louis Quilico, Philharmonia Orchestra       | Julius Rudel                      | EMI                    |
|      | Norma Oroveso                        | Beverly Sills, Shirley Verrett, Enrico Di Giuseppe                        | James Levine                      | Deutsche Grammophon    |
| 1976 | Faust Méphistophélès                 | Giacomo Aragall, Montserrat Caballé, Philippe Huttenlocher                | Alain Lombard                     | Erato                  |
| 1977 | Turandot Timur                       | Montserrat Caballé, José Carreras, Mirella Freni                          | Alain Lombard                     | EMI                    |
| 1978 | Otello Lodovico                      | Placido Domingo, Renata Scotto, Sherrill Milnes                           | James Levine                      | RCA                    |
| 1979 | Norma Oroveso                        | Renata Scotto, Tatiana Troyanos, Giuseppe Giacomini                       | James Levine                      | Sony                   |
| 1980 | La bohème Colline                    | Renata Scotto, Alfredo Kraus, Sherrill Milnes                             | James Levine                      | EMI                    |
| 1986 | La forza del destino Padre Guardiano | Placido Domingo, Mirella Freni, Giorgio Zancanaro                         | Riccardo Muti                     | EMI                    |
| 1987 | Boris Godunov Pimen                  | Ruggero Raimondi, Nicolai Gedda, Galina Pavlovna Višnevskaja              | Mstislav Leopol'dovič Rostropovič | Erato                  |
| 1990 | Le nozze di Figaro Bartolo           | Ferruccio Furlanetto, Dawn Upshaw, Kiri Te Kanawa                         | James Levine                      | Deutsche Grammophon    |
| 1991 | Luisa Miller Wurm                    | Aprile Millo, Placido Domingo, Vladimir Černov                            | James Levine                      | Sony                   |
| 1991 | I puritani Giorgio                   | Edita Gruberová, Chris Merritt, Paolo Gavanelli                           | Richard Bonynge                   | The Metropolitan Opera |
| 1992 | Don Carlo Un frate                   | Ferruccio Furlanetto, Micheal Sylvester, Aprile Millo                     | James Levine                      | Sony                   |
| 1995 | The Rake's Progress Nick Shadow      | Anthony Rolfe-Johnson, Sylvia McNair, Jane Henschel                       | Seiji Ozawa                       | Philips                |

## Repertorio
| Ruolo                                  | Titolo                                   | Autore           |
| -------------------------------------- | ---------------------------------------- | ---------------- |
| Don Fernando Rocco                     | Fidelio                                  | Beethoven        |
| Capellio                               | I Capuleti e i Montecchi                 | Bellini          |
| Alessio                                | La sonnambula                            | Bellini          |
| Oroveso                                | Norma                                    | Bellini          |
| Sir Giorgio                            | I puritani                               | Bellini          |
| Papa Clemente VII                      | Benvenuto Cellini                        | Berlioz          |
| Brander                                | La dannazione di Faust                   | Berlioz          |
| Narbal                                 | I Troiani                                | Berlioz          |
| Vladimir Jaroslavič Galickij           | Il principe Igor'                        | Borodin          |
| Hobson                                 | Peter Grimes                             | Britten          |
| Dansker                                | Billy Budd                               | Britten          |
| Gremin                                 | Eugenio Onegin                           | Čajkovskij       |
| Quinault                               | Adriana Lecouvreur                       | Cilea            |
| Enrico VIII                            | Anna Bolena                              | Donizetti        |
| Dulcamara                              | L'elisir d'amore                         | Donizetti        |
| Raimondo                               | Lucia di Lammermoor                      | Donizetti        |
| Don Pasquale                           | Don Pasquale                             | Donizetti        |
| Baldassarre                            | La favorita                              | Donizetti        |
| Ondino                                 | Rusalka                                  | Dvořák           |
| Lo sceriffo                            | Martha                                   | Flotow           |
| Roucher                                | Andrea Chénier                           | Giordano         |
| Mefistofele                            | Faust                                    | Gounod           |
| Fra' Lorenzo                           | Romeo e Giulietta                        | Gounod           |
| Cardinale Brogni                       | L'ebrea                                  | Halévy           |
| Harapha                                | Sansone                                  | Händel           |
| Phanuël                                | Erodiade                                 | Massenet         |
| Conte des Grieux                       | Manon                                    | Massenet         |
| Don Diego                              | Il Cid                                   | Massenet         |
| Don Bartolo Figaro                     | Le nozze di Figaro                       | Mozart           |
| Il Commendatore Leporello              | Don Giovanni                             | Mozart           |
| Sarastro                               | Il flauto magico                         | Mozart           |
| Boris Godunov Pimen Varlaam            | Boris Godunov                            | Musorgskij       |
| Dosifej                                | Chovanščina                              | Musorgskij       |
| Crespel                                | I racconti di Hoffmann                   | Offenbach        |
| Alvise Badoero                         | La Gioconda                              | Ponchielli       |
| Kutusov                                | Guerra e pace                            | Prokof'ev        |
| Alcindoro Benoît Colline               | La bohème                                | Puccini          |
| Sagrestano Un carceriere               | Tosca                                    | Puccini          |
| Bonzo                                  | Madama Butterfly                         | Puccini          |
| Ashby                                  | La fanciulla del West                    | Puccini          |
| Timur                                  | Turandot                                 | Puccini          |
| Vasilij Sobakin                        | La fidanzata dello zar                   | Rimskij-Korsakov |
| Don Bartolo Don Basilio                | Il barbiere di Siviglia                  | Rossini          |
| Don Magnifico                          | La Cenerentola                           | Rossini          |
| Il Podestà                             | La gazza ladra                           | Rossini          |
| Abimelech Un vecchio ebreo             | Sansone e Dalila                         | Saint-Saëns      |
| Kezal                                  | La sposa venduta                         | Smetana          |
| Un guardiano                           | Elettra                                  | Strauss          |
| Il notaio                              | Il cavaliere della rosa                  | Strauss          |
| Nick Shadow                            | La carriera di un libertino              | Stravinskij      |
| Zaccaria                               | Nabucco                                  | Verdi            |
| Pagano                                 | I Lombardi alla prima crociata           | Verdi            |
| Ruy Gomez de Silva                     | Ernani                                   | Verdi            |
| Massimiliano Moor                      | I masnadieri                             | Verdi            |
| Banco                                  | Macbeth                                  | Verdi            |
| Conte Walter Wurm                      | Luisa Miller                             | Verdi            |
| Jorg                                   | Stiffelio                                | Verdi            |
| Sparafucile Conte di Ceprano           | Rigoletto                                | Verdi            |
| Ferrando                               | Il trovatore                             | Verdi            |
| Barone Douphol Il dottor Grenvil       | La traviata                              | Verdi            |
| Giovanni da Procida                    | I vespri siciliani                       | Verdi            |
| Jacopo Fiesco                          | Simon Boccanegra                         | Verdi            |
| Padre guardiano                        | La forza del destino                     | Verdi            |
| Don Filippo Grande Inquisitor Un frate | Don Carlo                                | Verdi            |
| Ramfis Il Re                           | Aida                                     | Verdi            |
| Lodovico                               | Otello                                   | Verdi            |
| Sir John Falstaff                      | Falstaff                                 | Verdi            |
| Daland                                 | L'olandese volante                       | Wagner           |
| Enrico l'Uccellatore                   | Lohengrin                                | Wagner           |
| Fasolt                                 | L'oro del Reno                           | Wagner           |
| Hunding                                | La Valchiria                             | Wagner           |
| Re Marke                               | Tristano e Isotta                        | Wagner           |
| Titurel                                | Parsifal                                 | Wagner           |
| Joe                                    | Ascesa e caduta della città di Mahagonny | Weill            |